# Ngolambele
Ne doit pas être confondu avec Petit Ngolambele.
Ngolambele est un village du Cameroun situé dans la région de l’Est, le département du Haut-Nyong et l'arrondissement (commune) de Dimako.

## Population
En 1965-1966, on y a dénombré 464 habitants, principalement des Akpwakoum.
Lors du recensement de 2005, la localité comptait 583 habitants.